# Endoscopi industrial
Un endoscopi industrial és un instrument òptic dissenyat per a l'observació de cavitats estretes de difícil accés. Consisteix en un tub rígid o flexible amb un ocular o pantalla en un dels extrems, i l'objectiu o la càmera a l'altre, units entre si per un sistema òptic o elèctric. En alguns casos, el sistema òptic va acompanyat d'il·luminació (normalment fibra òptica) per a millorar la brillantor i el contrast. La lent de l'objectiu forma una imatge interna de l'objecte il·luminat i l'ocular l'augmenta.
Els endoscopis rígids o flexibles es poden connectar externament a un dispositiu de fotografia o a una càmera de vídeo. També existeixen endoscopis per a ús mèdic.

## Usos
Els endoscopis industrials s'utilitzen per a tasques d'inspecció visual quan l'àrea a visualitzar és inaccessible per altres mitjans, o quan l'accés requereix activitats destructives que poden costar massa temps i diners. Els endoscopis per a ús dins del cos humà són uns dispositius similars. Els endoscopis industrials s'utilitzen principalment com a tècniques visuals no destructives que permeten identificar defectes o imperfeccions.
Els endoscopis industrials s'utilitzen habitualment per a la inspecció visual de motors d'avions, turbines de gas industrials aeroderivatives, turbines de vapor, motors dièsel i motors de cotxes i de camions. Les turbines de gas i vapor requereixen una atenció especial a causa dels requisits de seguretat i manteniment. La inspecció de motors mitjançant endoscopis industrials pot evitar haver de fer manteniments innecessaris que, quan parlem de grans turbines, pot ser extremadament car. També s'utilitzen en la fabricació de peces fetes a màquina o foses dins de motlles, per inspeccionar superfícies crítiques interiors i comprovar els acabats superficials, que no hi hagi rebaves, o que les perforacions siguin completes. Altres usos habituals inclouen aplicacions forenses policials, inspecció d'edificis i, en la fabricació d'armes, per inspeccionar l'ànima de les armes de foc. Durant la Segona Guerra Mundial, es van utilitzar uns endoscopis rígids bastant primitius per tal de detectar defectes en les ànimes de les armes més grans.

## Endoscopis flexibles
L'endoscopi flexible tradicional inclou un paquet de fibres òptiques que divideix la imatge en píxels. També s'anomena fibroscopi i es pot utilitzar per accedir a cavitats que no són accessibles en línia recta, com ara en una cambra de combustió per tal de veure l'estat de les preses d'aire comprimit, de les pales i de les juntes de la turbina sense haver de desmuntar el motor.
Els fibroscopis tradicionals pateixen pixelació i interferències degut a l'ús de guies d'imatges de fibra òptica. La qualitat de la imatge varia molt entre els diferents models de fibroscopis, i depèn del nombre de fibres i del tipus de construcció usat en la guia d'imatges. Alguns fibroscopis de gamma alta ofereixen l'opció de sobreposar una quadrícula a les captures d'imatges per tal d'ajudar a avaluar la mida de l'àrea afectada. Altres característiques importants pel que fa als fibroscopis són els components del mecanisme d'articulació i el seu rang d'articulació; i el camp i els angles de visió de l'objectiu. El nombre de fibres contingudes al tub d'inserció flexible també és fonamental per a proporcionar la màxima resolució possible. La quantitat mínima és de 10.000 píxels, mentre que les millors imatges s'obtenen amb un nombre més gran de fibres, entre 15.000 i 22.000 per als fibroscopis de diàmetre més gran. La possibilitat de controlar la llum al final del tub d'inserció permet a l'usuari realitzar ajustos que poden millorar molt la claredat del vídeo o de les imatges.

## Videoscopis
Un videsocopi o càmera d'inspecció és similar a un fibroscopi, però utilitza una càmera de vídeo en miniatura a l'extrem del tub flexible. A l'extrem del tub d'inserció hi ha una llum que permet capturar vídeos o imatges fixes dels racons més profunds de qualsevol tipus d'equipament, motors i cavitats fosques en general. El gran avantatge d'aquesta eina quan s'usa per a la inspecció visual remota, és la possibilitat de capturar vídeos o imatges fixes per a una inspecció posterior. Una pantalla a l'altre extrem mostra la vista de la càmera i, en alguns models, l'angle de visualització es pot canviar mitjançant una palanca de control o similar. Com que la complexa guia d'ones amb fibra òptica dels endoscopis industrials tradicional es substitueix per un cable elèctric de baix cost, els videscopis tendeixen a ser més barats tot i tenir una resolució més bona (depenent de les especificacions de la càmera). El preu dels videoscopis de gamma alta pot oscil·lar entre els 8.000 i els 50.000 dòlars depenent del fabricant, les opcions i les especificacions. Cap al 2012 diversos fabricants van començar a comercialitzar alguns videoscopis d'ús simple, amb bateries i pantalles LCD de 3 polzades amb una qualitat de 320x240 píxels o millor, a uns preus més assequibles d'entre 100 i 400 dòlars; aquests només són adequats per a uns usos determinats. En molts d'aquests models, la càmera de vídeo i el tub flexible són submergibles. Els models posteriors inclouen funcions millorades, com ara uns preus més baixos, una resolució millor, una il·luminació ajustable i la substitució de la pantalla integrada per una connexió a l'ordinador mitjançant un cable USB. Actualment existeixen models d'aquests aparells per a aficionats, disponibles a partir d'uns 10 dòlars.

## Endoscopis rígids
Els endoscopis rígids són similars als fibroscopis, però, en comparació amb aquests, generalment proporcionen una imatge millor a un preu més baix. Els endoscopis rígids tenen la limitació que l'accés a allò que s'ha de veure ha de ser en línia recta. Per tant, els endoscopis rígids són més adequats per a determinades tasques, com ara la inspecció de cilindres d'automoció, injectors de combustible, col·lectors hidràulics, i en la fabricació d'armes.
Els criteris per seleccionar aquests aparells solen ser la claredat de les imatges i l'accés. Per a instruments de qualitat similar, s'obtindrà una imatge millor seleccionant l'endoscopi de diàmetre més gran que pugui entrar al forat. Els sistemes òptics en endoscopis rígids poden ser de 3 tipus bàsics: lents cilíndriques de Harold Hopkins, doblets acromàtics i lents de gradient d'índex. Per als endoscopis de gran diàmetre (més de 12 mm), els circuits transmissors de doblet acromàtic funcionen bastant bé, però a mesura que el diàmetre del tub d'inserció es fa més petit, els lents cilíndrics de Hopkins o els d'índex de gradient proporcionen imatges més clares. En el cas d'endoscopis rígids molt petits (diàmetre inferior a 3 mm), els transmissors amb lents de gradient d'índex funcionen millor.